# Podabacia crustacea
Espèce
Synonymes
- Podabacia lankaensis Veron, 2002

Statut CITES
Podabacia crustacea est une espèce de coraux appartenant à la famille des Fungiidae.